# Länderinstitut für Bienenkunde
Das Länderinstitut für Bienenkunde (LIB) ist eine außeruniversitäre Forschungseinrichtung mit Sitz in Hohen Neuendorf, Brandenburg, in der Rechtsform eines gemeinnützigen eingetragenen Vereins. Aufgaben des Instituts ist die Schaffung von Grundlagen auf allen Anwendungsgebieten der Bienenkunde durch Züchtung einschließlich künstlicher Besamung der Bienen, Arbeiten zur Varroaresistenz, der Bestäubung und der
Honigqualität. Der Verein wird durch die Länder Brandenburg, Berlin, Sachsen, Sachsen-Anhalt und Thüringen projektgebunden gefördert.
Die Gründung des heutigen Länderinstituts erfolgte im Jahr 1992 durch das Agrarministerium des Landes Brandenburg aufgrund von Empfehlungen des Wissenschaftsrats vom September 1991. Ein halbes Jahr später wurde das Institut als gemeinnütziger Verein eingetragen.

## Geschichte
Die Geschichte des Länderinstituts geht zurück bis in das Jahr 1918, als am Kaiser-Wilhelm-Institut für Biologie in Berlin-Dahlem eine Forschungsstelle für Bienenbiologie und Bienenzüchtung eingerichtet wurde. Hieraus entstand 1923 das Institut für Bienenkunde der Landwirtschaftlichen Hochschule Berlin und 1933 die Abteilung Bienenkunde des Instituts für Landwirtschaftliche Zoologie an der Friedrich-Wilhelms-Universität. 
Nach der Teilung Deutschlands und Berlins wurde das auf West-Berliner Gebiet gelegene Institut der Technischen Universität Berlin zugeordnet. Die Ost-Berliner Humboldt-Universität errichtete daraufhin 1952 in Hohen Neuendorf bei Berlin die Abteilung Bienenkunde und Seidenbau des Instituts für Geflügel- und Kleintierzucht. Im Jahr 1970 wurde in Hohen Neuendorf der VEB Forschungsstelle für Bienenwirtschaft gegründet. Das neue Institut war bis 1973 der VVB Tierzucht, ab 1974 der VVB Saat- und Pflanzgut der DDR unterstellt. 
Mit der Wiedervereinigung Deutschlands wurde die Forschungsstelle 1990 zunächst dem Agrarministerium des Landes Brandenburg unterstellt. Als außeruniversitäre Einrichtung war gemäß Einigungsvertrag auf Grund einer Evaluierung durch den Wissenschaftsrat und der daraus resultierenden Empfehlung zu entscheiden, ob und in welcher Form Existenzberechtigung für eine Nachfolgeeinrichtung bestehen würde. Der Wissenschaftsrat empfahl daraufhin ein Institut als Mehrländeranstalt für die neuen Bundesländer zu gründen, mit den Schwerpunktthemen: Züchtung gegen Varroatose, Honigforschung, Untersuchungen zur Bedeutung der Bienen als Umweltfaktor, Hochschullehre und imkerliche Beratung.